# Vorst (Halver)
Vorst ist eine Hofschaft in Halver im Märkischen Kreis im Regierungsbezirk Arnsberg in Nordrhein-Westfalen (Deutschland).

## Lage und Beschreibung
Vorst liegt auf 365 Meter über Normalnull im Tal der Neye (I) im südwestlichen Halver an der Grenze zu Wipperfürth. Der Ort ist über zwei Zufahrten zu erreichen, die von der Kreisstraße K3 zwischen Schwenke und Anschlag in Eickerhöhe bzw. bei Birkenbaum abzweigen und auch Kotten anbinden. Weitere Nachbarorte sind Dornbach, Heinken-Hedfeld, Wiebusch-Hedfeld und die Wipperfürther Orte Vossebrechen und Forste. In der Streusiedlung haben sich auch Gewerbebetriebe angesiedelt.

## Geschichte
Erstmals urkundlich erwähnt wurde Vorst in den Jahren 900 und 1130, die Entstehungszeit der heutigen Siedlung wird aber im Zeitraum zwischen 800 und 900 in der Folge der frühen fränkischen Ausbauperiode vermutet.
Um 1500 ist durch Urkunden belegt, dass der Hof Vorst dem bergischen Amt Beyenburg abgabenpflichtig war. Die Gerichtsbarkeit des Hofs unterstand einem extra für die bergischen Höfe im ansonsten märkisch beherrschten Kirchspiel Halver bestellten bergischem Richter, was häufig zu Streit mit dem für das Kirchspiel eigentlich zuständigen märkischen Gografen führte.
1818 lebten 32 Einwohner im Ort. 1838 gehörte Vorst unter dem Namen Varst der Eickhöfer Bauerschaft innerhalb der Bürgermeisterei Halver an. Der laut der Ortschafts- und Entfernungs-Tabelle des Regierungs-Bezirks Arnsberg als Hof kategorisierte Ort besaß zu dieser Zeit sechs Wohnhäuser, eine Fabrik bzw. Mühle und zehn landwirtschaftliche Gebäude. Zu dieser Zeit lebten 43 Einwohner im Ort, allesamt evangelischen Glaubens.
Das Gemeindelexikon für die Provinz Westfalen von 1887 gibt eine Zahl von 47 Einwohnern an, die in elf Wohnhäusern lebten.
Im Mittelalter war Vorst sehr wahrscheinlich ein mit einem Wassergraben gesicherter Gräften- und Herrenhof. Allerdings ist kein besonderes Herrenhaus oder eine zugehörige Adelsfamilie überliefert.

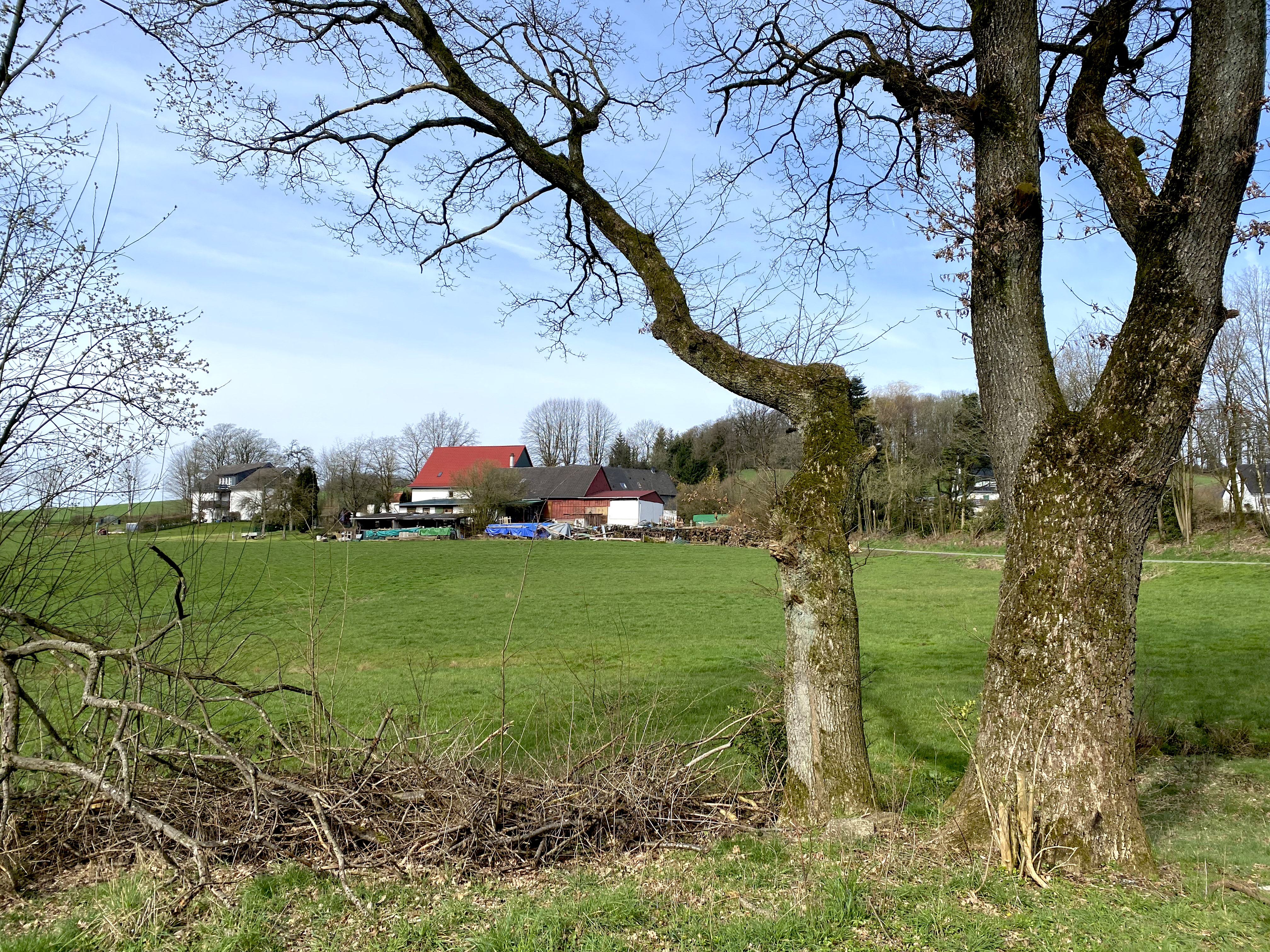
Ansicht von Vorst
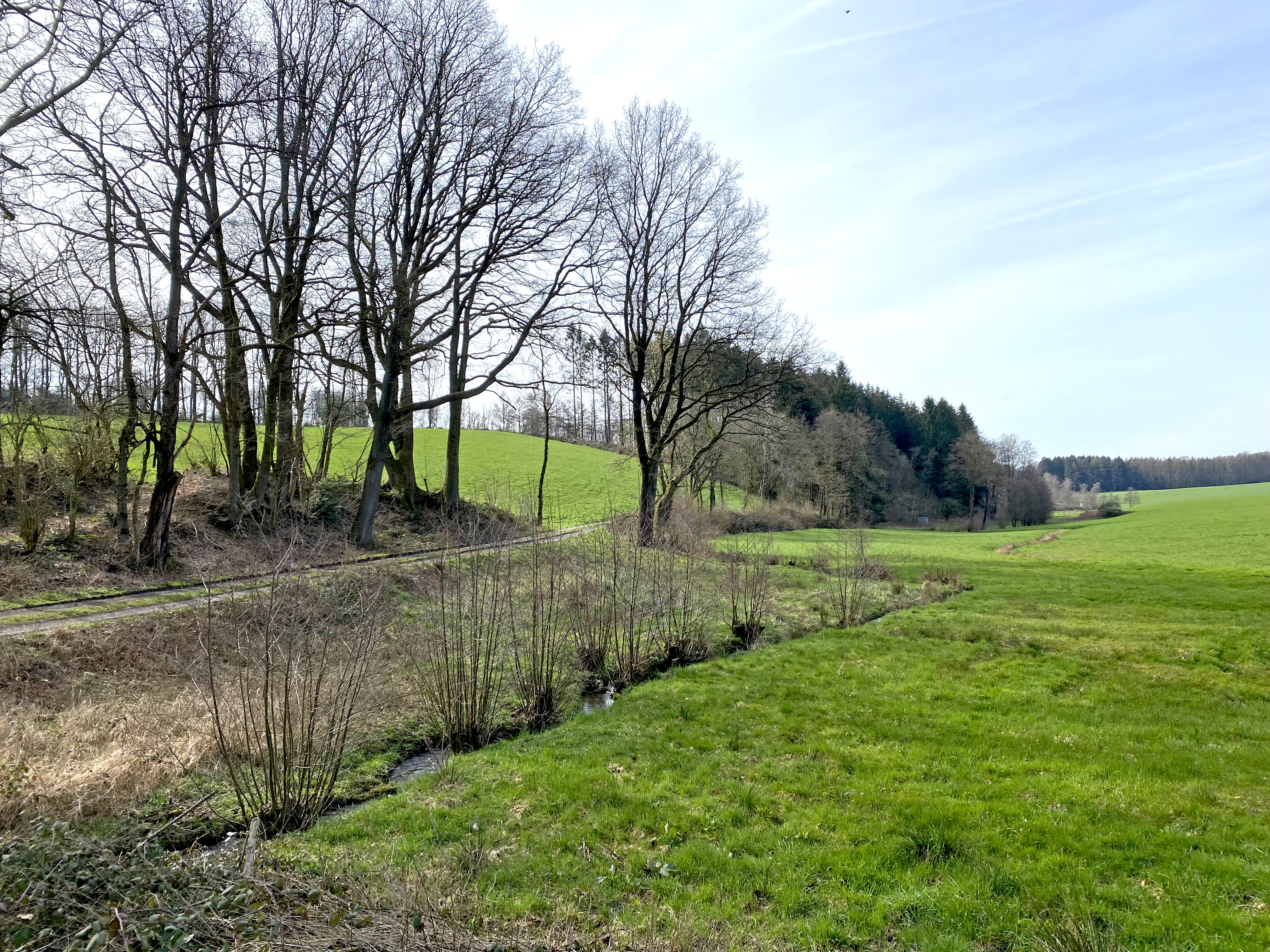
Neye I bei Vorst
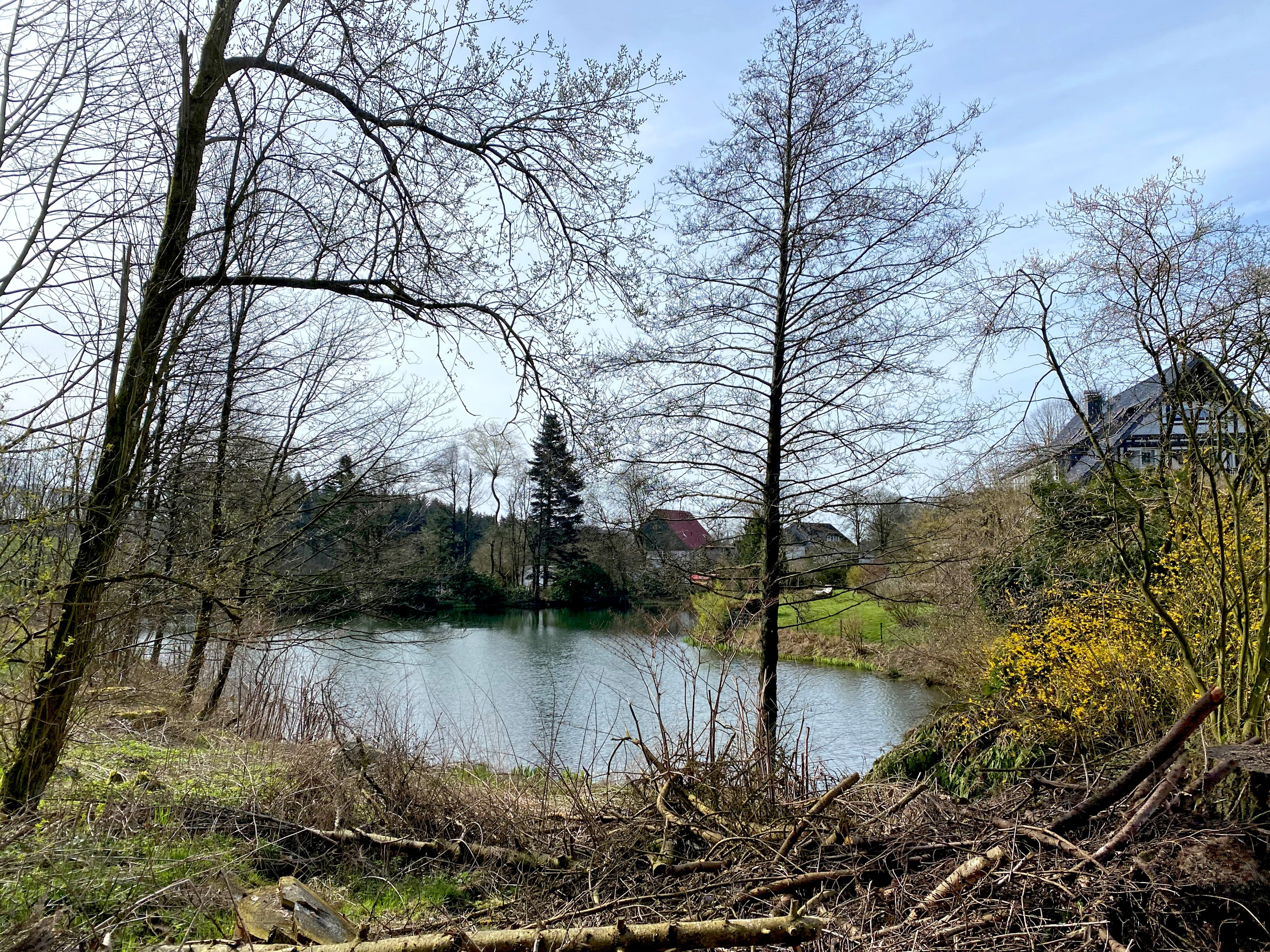
Teich in Vorst – gespeist vom Vorster Bach
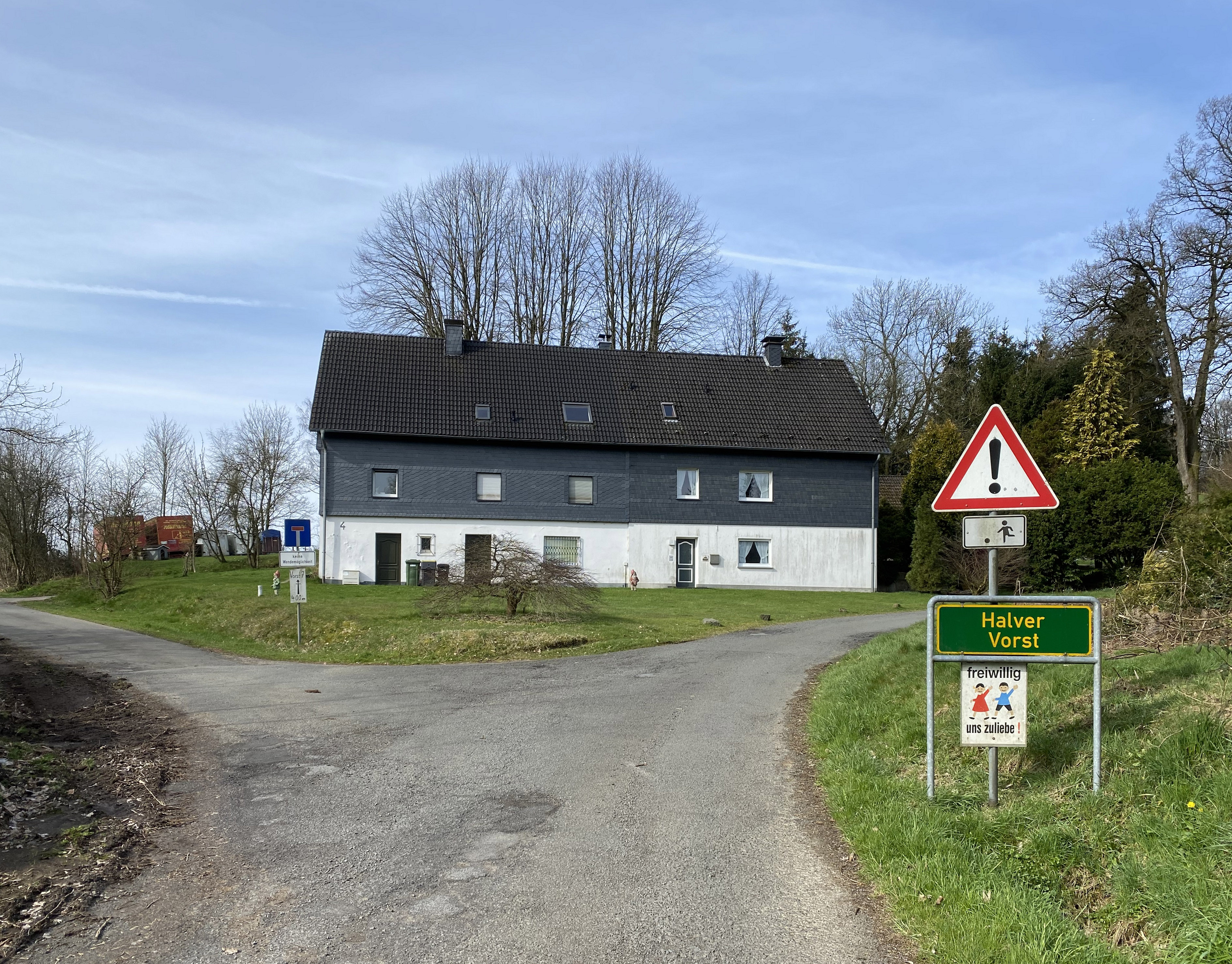
Südlicher Ortseingang